# Corneliu Porumboiu
Corneliu Porumboiu (Vasliu, 14 de septiembre de 1975) es un director de cine rumano, guionista y productor cinematográfico.

## Vida y educación
Corneliu Porumboiu nació en Vaslui, Rumania. Es hijo del exárbitro de fútbol Adrian Porumboiu, actualmente un hombre de negocios. 
Entre 1994 y 1998 realizó estudios de administración en la Academia de Estudios Económicos de Bucarest. 
En 1999, empieza estudiar dirección cinematográfica en la Universidad Nacional de Cinematografía y Artes Teatrales de Bucarest, donde se gradúa en 2003. Su cortometraje de final de grado, Un viaje a la ciudad, es premiado en la sección Cinéfondation del Festival de Cannes.

## Carrera
Después de graduarse en la UNATC, en 2004, realiza su primer medio-metraje El Sueño de Liviu. También en 2004 funda, junto a Marcela Ursu, la productora 42 km Film.
En 2005, Corneliu escribe y dirige su primer largometraje 12:08 al este de Bucarest, seleccionado en la Quinzena de realizadores donde obtuvo el premio Cámara de Oro. La película recibió más de 20 premios en festivales de todo el mundo y se distribuyó en más de 30 países. 
En 2009 se estrena Policía, adjetivo, segunda película escrita y dirigida por Corneliu Porumboiu. La película fue galardonada con el Premio de Jurado en la sección Una cierta mirada del Festival de Cannes.
En 2013, el tercer largometraje firmado por Corneliu Porumboiu Cuando cae la noche sobre Bucarest o Metabolismo, fue estrenada en el Festival Internacional de Cine de Locarno.
En 2014 dirige el documental de deportes El segundo juego, que se presentó en el Forum de Berlín. 
En 2015, su siguiente película de ficción El Tesoro, recibe el premio Un cierto talento en la sección Una cierta mirada del Festival de Cannes.
En 2018 realiza su segundo documental, Fútbol Infinito, el cual se estrena en el Forum de Berlin.
En 2019 termina su quinta película de ficción La Gomera, la cual tuvo su estreno mundial en la Competición Oficial de la 72.a edición del Festival de Cannes.

## Vida personal
Porumboiu está casado con la artista visual de origen francés Arantxa Etcheverria y tienen dos hijos juntos. Arantxa ha colaborado con su marido en sus últimos largometrajes: El tesoro y La Gomera como directora de arte.

## Premios y distinciones
Festival Internacional de Cine de Cannes
| Año  | Categoría                           | Película                  | Resultado |
| ---- | ----------------------------------- | ------------------------- | --------- |
| 2004 | Cinéfondation - Segundo premio      | Un viaje a la Ciudad      | Ganador   |
| 2006 | Caméra d'Or                         | 12:08 al este de Bucarest | Ganador   |
| 2009 | Premios FIPRESCI                    | Policía, adjetivo         | Ganador   |
| 2009 | Un Certain Regard-Premio del Jurado | Policía, adjetivo         | Ganador   |
| 2015 | Premio Un Certain Talent            | El tesoro                 | Ganador   |

- 2006: Trofeo Transilvania del TIFF 2006 para la película 12:08 Este de Bucarest.
- 2007: Mejor Dirección en los premios Gopo para la película 12:08 Este de Bucarest.
- 2014: ganador de la sección Mejor Película Rumana en el TIFF y nominación a Mejor Dirección, Mejor Largometraje y Mejor Documental en los Premios Gopo con la película El segundo juego.
- 2015: Mejor Película Rumana en TIFF, Premio FIPRESCI  a Mejor Película y premio al Mejor Guion en el Festival Internacional de Cine de El Cairo con la película El Tesoro.
- 2018: ganador del premio a Mejor Documental en el Festival de Cine de Jerusalén, con la película Fútbol Infinito.
- 2019: ganador del premio a Mejor Guion en el Festival de Cine Europeo de Sevilla con la película La Gomera.

## Filmografía

### Como director
- Gone with the Wine (2002)
- Un viaje a la ciudad (2003)
- El Sueño de Liviu (2004)
- 12:08 al este de Bucarest (2006)
- Policía, Adjetivo (2009)
- Cuando cae la noche sobre Bucarest o Metabolismo (2013)
- The Unsaved (2013)
- El Segundo Juego (2014)
- El Tesoro (2015)
- Fútbol infinito (2018)
- La Gomera (2019)

### Como guionista
- Gone with the Wine (2002)
- Un viaje a la ciudad (2003)
- El Sueño de Liviu (2004)
- 12:08 al este de Bucarest (2006)
- Policía, Adjetivo (2009)
- Cuando cae la noche sobre Bucarest o Metabolismo (2013)
- The Unsaved (2013)
- El Segundo Juego (2014)
- El Tesoro (2015)
- Fútbol infinito (2018)
- La Gomera (2019)

### Como productor cinematográfico
- 12:08 al este de Bucarest (2006)
- Policía, Adjetivo (2009)